# Реть
Реть (укр. Реть) — левый приток реки Эсмань, протекающий по Кролевецкому району (Сумская область Украины).

## География
Длина — 53 км. Площадь водосборного бассейна — 545 км². У впадения в Эсмань русло реки находится на высоте 121,3 м над уровнем моря, в среднем течении (город Кролевец) — 132,1 м, в верхнем течении (у истока, село Тулиголово) — 158,4 м.
Долина корытообразная. Русло слаборазвитое. Используется для водоснабжения и рыбоводства.
Река течёт с востока на запад только по Кролевецкому району (Сумская область). Река берёт начало на болоте Вольница восточнее села Тулиголово. Впадает в реку Эсмань севернее села Обтово.
Два участка русла реки выпрямлены (урегулированы): между Кролевец и Обтово, от села Быстрик вверх по течению (также создана система каналов на болоте Вольница). В приустьевой части реки расположено две системы каналов. А также в нижнем течении было создано шесть рукавов. Данный комплекс называется система каналов Верхняя Реть (ниже по течению от Кролевца) и была создана в 1980-х годах, которая питает болота. На реке сооружено 10 шлюзов-регуляторов. Есть один крупный пруд на реке: село Тулиголово. На протяжении всей длины реки пойма с незначительными заболоченным участками и тростниковой растительностью. На северной окраине Кролевца реку пересекает ж/д линия участка Воронеж—Конотоп.
В пойме реки (в среднем течении на правом берегу, у села Грузское) есть Кочубеевский ландшафтный заказник местного значения на месте кустарниковых и высокотравных болот.

## Притоки
Левые: Быстра, Свыдня; правые: Ретик.

## Населённые пункты
Населённые пункты на реке (от истока до устья): Тулиголово, Быстрик, Колбасино, Марухи, Папкино, Червоная Горка, город Кролевец, Обтово.